# Tercera División de México 2010-11
La Temporada 2010-11 de la Tercera División de México fue el quincuagésimo primer torneo de esta división. Los Vaqueros de Ixtlán se proclamaron campeones de la categoría tras derrotar a Santos Casino por global de 2-0.

## Formato de competencia[2]
De los 224 equipos se dividen por zonas geográficas quedando 15 grupos de 11 a 18 equipos; cada grupo hace un calendario de juegos entre todos esos a doble visita recíproca, por cada juego se otorgan 3 puntos al vencedor, un punto por empate más un punto extra que se define en series de penales que se adjudica el ganador y 0 puntos por derrota,
Califican 2 o 4 equipos según la cantidad de clubes por grupo; en total 64 equipos califican a la liguilla por el título pasando desde los treintaidosavos de final, hasta la final; donde el vencedor o campeón asciende a la Liga Premier de Ascenso de la Segunda División, en tanto el derrotado pasa a Liga de Nuevos Talentos.
En cuanto a equipos filiales, pueden disputar el título de filiales sin derecho de ascenso, estos califican 8 por torneo corto jugando solo cuartos de final, semifinal y final.
El descenso no existe, sin embargo, si un equipo no paga sus cuotas puede salir de la división aún en plena temporada, antes de cada torneo los equipos deben pagar su admisión a la división; y cubrir los requisitos de registro de 30 elementos por equipo, incluyendo entrenadores y cuerpo técnico (que pagan por separado su afiliación ante la FMF), también se pagan los balones de juego marca Voit exclusivamente que la F.M.F suministra, el arbitraje cada juego se paga, pero el gasto que corre por cuenta del equipo local y derecho de juego; en cuanto a multas cada club paga desde no presentarse a tiempo al partido, insultar al arbitraje, problemas que genere la afición, por cada amonestación y expulsión de los jugadores, grescas entre jugadores etc. 
Los equipos que clasifican a Liguilla por el título deben pagar cuotas extras. Si algún equipo decide cambiar de nombre y sede debe pagar cuotas que ello genere, más su admisión, es por esta razón que cada año hay nuevos equipos y otros que dejan de competir repentinamente. 
Si hay oportunidad, hay ascenso desde la Cuarta división, pero el equipo debe pagar sus cuotas.

### Ascensos y Descensos
| Pos. | Descendido a la Tercera División de México |
| ---- | ------------------------------------------ |
| X    | No hubo                                    |

| Pos. | Ascendido al Liga de Nuevos Talentos |
| ---- | ------------------------------------ |
| 2°   | América Manzanillo                   |

| Pos. | Ascendido a la Liga Premier |
| ---- | --------------------------- |
| 1°   | Patriotas de Córdoba        |

| Pos. | Ascendido a la Tercera División |
| ---- | ------------------------------- |
| X    | No hubo                         |

## Equipos participantes

### Grupo I
| Equipo                | Ciudad                         | Estadio                               |
| --------------------- | ------------------------------ | ------------------------------------- |
| Águilas de Tabasco    | Teapa, Tabasco                 | Unidad Deportiva Teapa                |
| Atlético Chiapas      | Tuxtla Gutiérrez, Chiapas      | Víctor Manuel Reyna                   |
| Bonfil                | Cancún, Quintana Roo           | La Parcela                            |
| Chetumal              | Chetumal, Quintana Roo         | José López Portillo                   |
| Corsarios de Campeche | Campeche, Campeche             | Universitario Campeche                |
| Delfines de la UNACAR | Ciudad del Carmen, Campeche    | Polideportivo Campus II UNACAR        |
| Deportivo Maya Caribe | Ciudad del Carmen, Campeche    | Polideportivo Campus II UNACAR        |
| Dragones de Tabasco   | Villahermosa, Tabasco          | Olímpico de Villahermosa              |
| F.C. Itzaes           | Mérida, Yucatán                | Unidad Deportiva Solidaridad          |
| Huracanes de Cozumel  | Cozumel, Quintana Roo          | Unidad Deportiva Bicentenario         |
| Interplaya            | Playa del Carmen, Quintana Roo | Unidad Deportiva Luis Donaldo Colosio |
| Jaguares de la 48     | Reforma, Chiapas               | Sergio Lira Gallardo                  |
| Mérida FC (*)         | Mérida, Yucatán                | Carlos Iturralde Rivero               |
| Pioneros Junior       | Cancún, Quintana Roo           | Cancún 86                             |

### Grupo II
| Equipo                          | Ciudad                  | Estadio                                    |
| ------------------------------- | ----------------------- | ------------------------------------------ |
| Atlético Boca del Río           | Boca del Río, Veracruz  | Unidad Deportiva Hugo Sánchez Márquez      |
| Azucareros de Tezonapa          | Tezonapa, Veracruz      | Unidad Deportiva Ernesto Jácome            |
| Caballeros de Córdoba           | Córdoba, Veracruz       | Rafael Murillo Vidal                       |
| Cheyennes de Huimanguillo       | Huimanguillo, Tabasco   | Unidad Deportiva de Huimanguillo           |
| Cruz Azul Lagunas (*)           | Lagunas, Oaxaca         | Cruz Azul                                  |
| Lanceros de Cosoleacaque        | Cosoleacaque, Veracruz  | Unidad Deportiva Miguel Hidalgo            |
| Naranjeros de Álamo             | Juchitán, Oaxaca        | Municipal Juchiteco                        |
| Plateados de Cerro Azul         | Cerro Azul, Veracruz    | Unidad Maguey Blanco                       |
| Piñeros de Loma Bonita          | Loma Bonita, Oaxaca     | 20 de Noviembre                            |
| Poza Rica                       | Poza Rica, Veracruz     | Heriberto Jara Corona                      |
| Santos Casino (*)               | Córdoba, Veracruz       | Rafael Murillo Vidal                       |
| Tiburones Rojos de Boca del Río | Boca del Río, Veracruz  | Centro de Alto Rendimiento Tiburones Rojos |
| Universidad del Golfo de México | Orizaba, Veracruz       | Universitario UGM                          |
| Universidad Istmo Americana     | Coatzacoalcos, Veracruz | Universitario UIA                          |

### Grupo III
| Equipo                            | Ciudad                         | Estadio                                |
| --------------------------------- | ------------------------------ | -------------------------------------- |
| Águilas del Altiplano             | Tlaxcala, Tlaxcala             | Víctor Ruíz                            |
| Albinegros "C" (*)                | Orizaba, Veracruz              | CIDOSA                                 |
| Delfines UGM                      | Orizaba, Veracruz              | Universitario UGM                      |
| Deportivo Anlesjeroka             | Tehuacán, Puebla               | Anlesjeroka                            |
| Estudiantes de Xalapa             | Xalapa, Veracruz               | Lic. Antonio M. Quirasco               |
| Guerreros de Atlixco              | Atlixco, Puebla                | Campo Ixtac                            |
| Héroes de Veracruz                | Boca del Río, Veracruz         | Unidad Deportiva Hugo Sánchez Márquez  |
| Lanzamex Atlixco                  | Atlixco, Puebla                | El Potrero                             |
| Lobos de Tlaxcala                 | Tlaxcala, Tlaxcala             | Tlahuicole                             |
| Limoneros de Martínez de la Torre | Martínez de la Torre, Veracruz | El Cañizo                              |
| Lobos BUAP "C" (*)                | Puebla, Puebla                 | Preparatoria Benito Juárez             |
| Tehuacán                          | Tehuacán, Puebla               | Tehuacán                               |
| Teziutlán Sporting                | Teziutlán, Puebla              | Municipal de Teziutlán                 |
| Tulyehualco F.C.                  | Puebla, Puebla                 | Ex Hacienda San José de las Maravillas |

### Grupo IV
| Equipo                    | Ciudad                 | Estadio                             |
| ------------------------- | ---------------------- | ----------------------------------- |
| Atlético Cuernavaca       | Mazatepec, Morelos     | Municipal Mazatepec                 |
| Chapulineros              | Oaxaca, Oaxaca         | Unidad Deportiva Oriente            |
| Chilpancingo              | Chilpancingo, Guerrero | Unidad Deportiva Vicente Guerrero   |
| Cuautla Yeca Juvenil (*)  | Yecapixtla, Morelos    | Isidro Gil Tapia                    |
| Galeana Morelos           | Xochitepec, Morelos    | Mariano Matamoros                   |
| Guerreros de Yecapixtla   | Yecapixtla, Morelos    | Fidel Díaz Vera                     |
| Frailes Homape            | México, D.F.           | San Isidro                          |
| Reales de Puebla          | Puebla, Puebla         | Unidad Deportiva Mario Vázquez Raña |
| Real Olmeca Sport         | México, D.F.           | M.M. Cd. Deportiva Campo n.º 7      |
| Real Yáñez                | Xochitepec, Morelos    | Mariano Matamoros                   |
| Serpientes de Chinconcuac | Zapata, Morelos        | Unidad Deportiva Tehuixtla          |
| Tigres Dorados MRCI       | Oaxaca, Oaxaca         | Campo MRCI Tlacochahuaya            |
| Zacatepetl (*)            | Zacatepec, Morelos     | Agustín Coruco Díaz                 |

### Grupo V
| Equipo                       | Ciudad                                  | Estadio                         |
| ---------------------------- | --------------------------------------- | ------------------------------- |
| Ajax Jiutepec                | Huixquilucan, Estado de México          | Alberto Pérez Navarro           |
| Álamos                       | México, D.F.                            | M.M. Cd. Deportiva Campo n.º 9  |
| Aragón GAM FC                | México, D.F.                            | Deportivo Plutarco Elías Calles |
| Cobijeros de Chinconcuac     | Huixquilucan, Estado de México          | Alberto Pérez Navarro           |
| Coyotes Neza                 | Ciudad Nezahualcoyótl, Estado de México | Metropolitano                   |
| Ixtapaluca FC                | Ixtapaluca, Estado de México            | La Era                          |
| Iztacalco F.C.               | México, D.F.                            | San Bernardino                  |
| Lobos Unión Neza             | Ciudad Nezahualcoyótl, Estado de México | Deportivo Francisco I. Madero   |
| Novillos Neza                | Ciudad Nezahualcoyótl, Estado de México | Metropolitano                   |
| Pato Baeza                   | Texcoco, Estado de México               | Centro de Fútbol Pato Baeza     |
| Pelícanos de Cuautitlán      | Cuautitlán, Estado de México            | Los Pinos                       |
| Promodep Central             | México, D.F.                            | Deportivo Plutarco Elías Calles |
| Sporting Canamy              | México, D.F.                            | Deportivo Francisco I. Madero   |
| Texcoco                      | Texcoco, Estado de México               | Municipal Claudio Suárez        |
| Vaqueros Tepic               | Tepotzotlán, Estado de México           | Municipal Miguel Alemán         |
| Venados del Estado de México | Ciudad Nezahualcoyótl, Estado de México | Neza 86                         |

### Grupo VI
| Equipo                                              | Ciudad                             | Estadio                               |
| --------------------------------------------------- | ---------------------------------- | ------------------------------------- |
| Atlético UEFA                                       | México, D.F.                       | Campos Fragoso                        |
| Deportivo Metepec                                   | Metepec, Estado de México          | Jesús Lara                            |
| 'Estudiantes de Atlacomulco'                        | Atlacomulco, Estado de México      | Ignacio Pichardo Pagaza               |
| Grupo Sherwood                                      | Metepec, Estado de México          | Ixtapan 90                            |
| 'Huixquilucan'                                      | Huixquilucan, Estado de México     | Alberto Pérez Navarro                 |
| Ixtlahuaca                                          | Ixtlahuaca, Estado de México       | Municipal de Ixtlahuaca               |
| Manchester Zapateros                                | San Mateo Atenco, Estado de México | Ixtapan 90                            |
| C.D. Polotitlán                                     | Polotitlán, Estado de México       | Unidad Deportiva de Polotitlán        |
| Real Halcones                                       | México, D.F.                       | Ana Gabriela Guevara                  |
| C.D. Tejupilco                                      | Tejupilco, Estado de México        | Unidad Deportiva Tejupilco            |
| APC Tepalcapa                                       | Tepalcapa, Estado de México        | Los Pinos                             |
| Tolcayuca F.C.                                      | Naucalpan, Estado de México        | La Granja                             |
| Tuzos Cuautitlán                                    | Cuautitlán, Estado de México       | Los Pinos                             |
| 'Universidad Autónoma del Estado de México' "B" (*) | Toluca, Estado de México           | Universitario Alberto "Chivo" Córdoba |

### Grupo VII
| Equipo                    | Ciudad                        | Estadio                          |
| ------------------------- | ----------------------------- | -------------------------------- |
| Águilas de Teotihuacán    | Acolman, Estado de México     | Municipal Acolman                |
| Alto Rendimiento Tuzo (*) | San Agustín Tlaxiaca, Hidalgo | Universidad del Fútbol Cancha 2  |
| Atlético Hidalgo          | Pachuca, Hidalgo              | Nuevo La Higa                    |
| Atlético Huejutla         | Huejutla, Hidalgo             | Carlos Fayad                     |
| Aztecas AMF Soccer        | Naucalpan, Estado de México   | Unidad Cuauhtémoc                |
| Cielo Azul                | México, D.F.                  | Deportivo Los Galeana            |
| Cruz Azul Dublán          | Ciudad Cooperativa, Hidalgo   | 10 de diciembre                  |
| Morelos Ecatepec          | Ecatepec, Estado de México    | Morelos de Ecatepec              |
| Pachuca Juniors           | San Agustín Tlaxiaca, Hidalgo | Universidad del Fútbol Cancha 2  |
| Parque Acuático Te-Pathé  | Ixmiquilpan, Hidalgo          | Parque Acuático Te-Pathé         |
| Santiago Tulantepec       | Santiago Tulantepec, Hidalgo  | Unidad Deportiva Conrado Muntané |
| Tuzos del Pachuca (*)     | San Agustín Tlaxiaca, Hidalgo | Universidad del Fútbol Cancha 2  |
| Unión Acolman             | Acolman, Estado de México     | Municipal Acolman                |
| Universidad del Fútbol    | San Agustín Tlaxiaca, Hidalgo | Universidad del Fútbol Cancha 2  |

### Grupo VIII
| Equipo                  | Ciudad                                  | Estadio                         |
| ----------------------- | --------------------------------------- | ------------------------------- |
| Cefor Cuauhtémoc Blanco | México, D.F.                            | Nido Águila                     |
| DIM Cuautitlán          | Cuautitlán, Estado de México            | Los Pinos                       |
| Esmeralda FC            | México, D.F.                            | Deportivo Los Galeana           |
| Panteras de Lindavista  | México, D.F.                            | Deportivo Plutarco Elías Calles |
| Plateros                | México, D.F.                            | Jesús "Palillo" Martínez        |
| Potros de Hierro        | México, D.F.                            | Universidad Anáhuac Norte       |
| San José del Arenal     | Chalco, Estado de México                | Joaquín Iracheta                |
| Satélites de Tulancingo | Tulancingo, Hidalgo                     | Primero de Mayo                 |
| Soccer Club Buendía     | México, D.F.                            | M.M. Cd. Deportiva Campo n.º 9  |
| Teca Huixquilucan       | Huixquilucan, Estado de México          | Alberto Pérez Navarro           |
| Tecamachalco            | Ciudad Nezahualcoyótl, Estado de México | Neza 86                         |
| Tultitlán               | Tultitlán, Estado de México             | Cartagena Tultitlán             |
| Valle del Mezquital     | México, D.F.                            | Deportivo Los Galeana           |
| Vikingos de Chalco      | Chalco, Estado de México                | Arreola                         |

### Grupo IX
| Equipo                        | Ciudad                         | Estadio                                   |
| ----------------------------- | ------------------------------ | ----------------------------------------- |
| Aztecas Colón Querétaro       | Colón, Querétaro               | Unidad Deportiva Javier Salinas Guevara   |
| Delfines de Abasolo           | Abasolo, Guanajuato            | Municipal de Abasolo                      |
| Deportivo Corregidora         | Corregidora, Querétaro         | F.C. Total                                |
| 'Deportivo Neza'              | San José Iturbide, Guanajuato  | Municipal San José Iturbide               |
| Felinos de Querétaro          | Querétaro, Querétaro           | Unidad Deportiva La Cañada                |
| Gallos Blancos de Zihuatanejo | Zihuatanejo, Guerrero          | Unidad Deportiva Municipal de Zihuatanejo |
| Jaral del Progreso            | Jaral del Progreso, Guanajuato | Unidad Deportiva Municipal de Jaral       |
| Juventud Cuerera              | León, Guanajuato               | Seguro Social                             |
| Limoneros de Apatzingán       | Apatzingán, Michoacán          | Unidad Deportiva Adolfo López Mateos      |
| Monarcas Zacapu               | Zacapu, Michoacán              | Municipal de Zacapu                       |
| Peces Blancos de Pátzcuaro    | Pátzcuaro, Michoacán           | Unidad Deportiva Hermanos López Rayón     |
| San Juan del Río              | San Juan del Río, Querétaro    | Unidad Deportiva Emiliano Zapata          |
| Santa Rosa                    | Querétaro, Querétaro           | Parque Bicentenario Querétaro             |
| Zarzeros de Tacámbaro         | Tacámbaro, Michoacán           | Unidad Deportiva La Carolina              |
| 'Zitácuaro'                   | Zitácuaro, Michoacán           | Ignacio López Rayón                       |

### Grupo X
| Equipo                                    | Ciudad                               | Estadio                                     |
| ----------------------------------------- | ------------------------------------ | ------------------------------------------- |
| Atlético Bajío                            | León, Guanajuato                     | Unidad Deportiva Enrique Fernández Martínez |
| Atlético ECCA                             | León, Guanajuato                     | La Martinica                                |
| Atlético San Francisco                    | San Francisco del Rincón, Guanajuato | Domingo Velázquez                           |
| Cabezas Rojas (*)                         | León, Guanajuato                     | Club Deportivo Cabezas Rojas                |
| Cachorros León                            | León, Guanajuato                     | Casa Club León                              |
| Celaya F.C. "B" (+)                       | Celaya, Guanajuato                   | Miguel Alemán Valdés                        |
| Deportivo Colegio Guanajuato              | León, Guanajuato                     | Unidad Deportiva Enrique Fernández Martínez |
| Deportivo El Milagro                      | San Juan de los Lagos, Jalisco       | Antonio R. Márquez                          |
| Diablos de la UJED                        | Durango, Durango                     | Unidad Deportiva CCH UJED                   |
| El Pradito Lagos de Moreno                | Lagos de Moreno, Jalisco             | Club El Pradito                             |
| Guayaberos de Calvillo                    | Calvillo, Aguascalientes             | Parque Infantil Benito Juárez               |
| Libertadores de Pénjamo                   | Pénjamo, Guanajuato                  | Pablo Herrera                               |
| Minera Fresnillo                          | Fresnillo, Zacatecas                 | Unidad Deportiva Minera Fresnillo           |
| Real Leonés                               | León, Guanajuato                     | Club Empress                                |
| Real Zamora                               | Zamora, Michoacán                    | Unidad Deportiva El Chamizal                |
| Unión León                                | León, Guanajuato                     | La Patiña                                   |
| Universidad Autónoma de Zacatecas "B" (*) | Zacatecas, Zacatecas                 | Universitario Unidad Deportiva Norte        |

### Grupo XI
| Equipo                       | Ciudad                         | Estadio                                   |
| ---------------------------- | ------------------------------ | ----------------------------------------- |
| Arandas F.C.                 | Arandas, Jalisco               | Unidad Deportiva Gustavo Díaz Ordaz       |
| Atlético Tecomán             | Tecomán, Colima                | Víctor Eduardo Sevilla Torres             |
| Atotonilco F.C.              | Atotonilco El Alto, Jalisco    | Unidad Deportiva Margarito Ramírez        |
| Charales de Chapala          | Chapala, Jalisco               | Municipal de Chapala                      |
| Colegio Once México          | Zapopan, Jalisco               | Colegio Once México                       |
| Deportivo Acatic             | Acatic, Jalisco                | Unidad Deportiva Municipal Acatic         |
| Deportivo Yurécuaro          | Yurécuaro, Michoacán           | Centenario Unidad Deportiva Benjamín Mora |
| Escuela de Fútbol Chivas (*) | Zapopan, Jalisco               | Verde Valle                               |
| 'MRH Soccer Manzanillo'      | Manzanillo, Colima             | Gustavo Vázquez                           |
| Nuevos Valores de Occidente  | Ocotlán, Jalisco               | Municipal Ocotlán                         |
| C.D. Tepatitlán              | Tepatitlán de Morelos, Jalisco | Gregorio "Tepa" Gómez                     |
| Valle del Grullo             | Juanacatlán, Jalisco           | Juanacatlán                               |
| Vaqueros de Bellavista       | Acatlán, Jalisco               | Juan "Bigotón" Jasso                      |
| Vaqueros de Ixtlán           | Ixtlán del Río, Nayarit        | Núcleo Deportivo y de Espectáculos Ameca  |
| Volcanes de Colima           | Colima, Colima                 | Unidad Deportiva Morelos                  |

### Grupo XII
| Equipo                     | Ciudad                         | Estadio                                     |
| -------------------------- | ------------------------------ | ------------------------------------------- |
| Atlas 3a (+)               | Zapopan, Jalisco               | CECAF                                       |
| Aves Blancas               | Tepatitlán de Morelos, Jalisco | Corredor Industrial                         |
| Club Ayotlán               | Ayotlán, Jalisco               | Chino Rivas                                 |
| Cachorros Atotonilco       | Atotonilco El Alto, Jalisco    | Club La Primavera U de G.                   |
| Cazcanes de Ameca          | Ameca, Jalisco                 | Núcleo Deportivo y de Espectáculos Ameca    |
| Deportivo Nayarit          | Tepic, Nayarit                 | Arena Cora                                  |
| Dynamo Cocula F.C.         | Zapopan, Jalisco               | Club La Primavera U de G.                   |
| Estudiantes Tecos "C" (*)  | Zapopan, Jalisco               | Cancha Jorge Campos UAG                     |
| Guadalajara "C" (*)        | Zapopan, Jalisco               | Verde Valle                                 |
| Ladrilleros de Tlajomulco  | Tlajomulco, Jalisco            | Unidad Deportiva Mariano Otero              |
| Leones Negros de Talpa (*) | Talpa de Allende, Jalisco      | Unidad Deportiva Halcón Peña                |
| Nacional                   | Guadalajara, Jalisco           | Occidente                                   |
| Reboceritos de La Piedad   | La Piedad, Michoacán           | Unidad Deportiva Licenciado Humberto Romero |
| Sahuayo F.C. (*)           | Sahuayo, Michoacán             | Unidad Deportiva Municipal                  |
| Club Tomatlán              | Tomatlán, Jalisco              | Alejandro Ruelas Ibarra                     |
| Vaqueros de Compostela     | Compostela, Nayarit            | Alameda                                     |
| Vaqueros de Nayarit        | Tlaquepaque, Jalisco           | Club Vaqueros Tlaquepaque                   |
| F.C. Zapotlanejo           | Zapotlanejo, Jalisco           | Miguel Hidalgo                              |

### Grupo XIII
| Equipo                                  | Ciudad                               | Estadio                                   |
| --------------------------------------- | ------------------------------------ | ----------------------------------------- |
| Alianza Unetefan                        | Guadalupe, Nuevo León                | Unidad Deportiva La Talaverna             |
| Atlético Altamira                       | Altamira, Tamaulipas                 | Lázaro Cárdenas                           |
| Ciudad Valles                           | Ciudad Valles, San Luis Potosí       | Unidad Deportiva Veteranos                |
| Correcaminos Matamoros                  | Matamoros, Tamaulipas                | Pedro Salazar Maldonado                   |
| Correcaminos UAT "C" (+)                | Ciudad Victoria, Tamaulipas          | Eugenio Alvizo Porras                     |
| Coyotes de Saltillo                     | Saltillo, Coahuila                   | Olímpico Francisco I. Madero              |
| Estudiantes Tecnológico de Nuevo Laredo | Nuevo Laredo, Tamaulipas             | Ciudad Deportiva Nuevo Laredo             |
| F.C. Excélsior                          | Salinas Victoria, Nuevo León         | Centro Deportivo Soriana                  |
| Halcones de Saltillo                    | Saltillo, Coahuila                   | Olímpico Francisco I. Madero              |
| Jaguares de Nuevo León                  | San Nicolás de los Garza, Nuevo León | Unidad Deportiva Oriente                  |
| Leones de Saltillo                      | Saltillo, Coahuila                   | Olímpico Francisco I. Madero              |
| Mante FC                                | Ciudad Mante, Tamaulipas             | Zaragoza                                  |
| Monterrey "C" (+)                       | Monterrey, Nuevo León                | El Cerrito                                |
| Orinegros de Ciudad Madero              | Ciudad Madero, Tamaulipas            | Olímpico del Tecnológico de Ciudad Madero |
| Panteras Negras GNL                     | Guadalupe, Nuevo León                | Unidad Deportiva La Talaverna             |
| Tigres SD (+)                           | Zuazua, Nuevo León                   | La Cueva                                  |
| Tuneros de Matehuala                    | Matehuala, San Luis Potosí           | Manuel Moreno Torres                      |
| Universidad de Monterrey                | San Pedro Garza García, Nuevo León   | Universidad de Monterrey                  |

### Grupo XIV
| Equipo                   | Ciudad                              | Estadio                           |
| ------------------------ | ----------------------------------- | --------------------------------- |
| Grupo XIV Sur            |                                     |                                   |
| Azucareros de Los Mochis | Los Mochis, Sinaloa                 | Centenario                        |
| Búhos de Hermosillo      | Hermosillo, Sonora                  | Héroe de Nacozari                 |
| Deportivo Guamúchil (*)  | Guamúchil, Sinaloa                  | Coloso del Dique                  |
| Diablos Azules           | Guasave, Sinaloa                    | Guasave 89                        |
| Diablos de Hermosillo    | Hermosillo, Sonora                  | Héroe de Nacozari                 |
| Dorados "B" (*)          | Culiacán, Sinaloa                   | Unidad Deportiva Japac            |
| Grupo XIV Norte          |                                     |                                   |
| Ensenada F.C.            | Ensenada, Baja California           | Municipal de Ensenada             |
| Halcones de Tijuana      | Tijuana, Baja California            | Unidad Deportiva CREA             |
| Héroes de Caborca        | Caborca, Sonora                     | Fidencio Hernández                |
| Indios Cucapá            | San Luis Río Colorado, Sonora       | México 70                         |
| Lobos de Cabo San Lucas  | Cabo San Lucas, Baja California Sur | Complejo Deportivo Don Koll       |
| Monarcas Tijuana         | Tijuana, Baja California            | Unidad Deportiva CREA             |
| Xoloitzcuintles 3ra (*)  | Tijuana, Baja California            | Unidad Deportiva Eufracio Santana |

### Grupo XV
| Equipo                            | Ciudad                         | Estadio                               |
| --------------------------------- | ------------------------------ | ------------------------------------- |
| Arenales de Cuauhtémoc            | Cuauhtémoc, Chihuahua          | Daniel Guízar                         |
| Chinarras de Aldama               | Aldama, Chihuahua              | Ciudad Deportiva Chihuahua            |
| Colegio de Bachilleres Chihuahua  | Chihuahua, Chihuahua           | Ciudad Deportiva Chihuahua            |
| Colegio de Bachilleres Cd. Juárez | Ciudad Juárez, Chihuahua       | 20 de Noviembre                       |
| Dorados Inter Chihuahua           | Chihuahua, Chihuahua           | Ciudad Deportiva Chihuahua            |
| El Calor de la UVM - San Pedro    | San Pedro, Coahuila            | Unidad Deportiva San Pedro            |
| Fútbol Premier                    | Chihuahua, Chihuahua           | Ciudad Deportiva Chihuahua            |
| Generales de Navojoa              | Navojoa, Sonora                | Unidad Deportiva Faustino Félix Serna |
| Halcones de Jiménez               | Jiménez, Chihuahua             | Alameda                               |
| C.F. Indios "C" (+)               | Ciudad Juárez, Chihuahua       | Olímpico Benito Juárez                |
| Leones de Chihuahua               | Chihuahua, Chihuahua           | Ciudad Deportiva Chihuahua            |
| Real Faraones                     | Nuevo Casas Grandes, Chihuahua | Municipal Nuevo Casas Grandes         |
| Real Magarí                       | Ciudad Juárez, Chihuahua       | 20 de Noviembre                       |
| Soles de Ciudad Juárez            | Ciudad Juárez, Chihuahua       | 20 de Noviembre                       |
| F.C. Toros                        | Torreón, Coahuila              | Unidad Deportiva Torreón              |

## Tablas Generales[3]

### Grupo I
| Pos. | Equipo                | Pts. | PJ | G  | E  | P  | GF | GC | Dif. | Clasificación       |
| ---- | --------------------- | ---- | -- | -- | -- | -- | -- | -- | ---- | ------------------- |
| 1    | Deportivo Chetumal    | 60   | 26 | 14 | 10 | 2  | 52 | 25 | +27  | Liguilla de ascenso |
| 2    | Mérida "B"            | 59   | 26 | 18 | 3  | 5  | 69 | 30 | +39  | Liguilla de ascenso |
| 3    | Corsarios de Campeche | 54   | 26 | 16 | 4  | 6  | 47 | 26 | +21  | Liguilla de ascenso |
| 4    | Huracanes de Cozumel  | 53   | 26 | 17 | 2  | 7  | 71 | 45 | +26  | Liguilla de ascenso |
| 5    | Atlético Chiapas      | 52   | 26 | 11 | 12 | 3  | 53 | 32 | +21  |                     |
| 6    | Delfines de la UNACAR | 48   | 26 | 12 | 8  | 6  | 57 | 32 | +25  |                     |
| 7    | Inter Playa "B"       | 38   | 26 | 9  | 7  | 10 | 30 | 36 | −6   |                     |
| 8    | Pioneros Junior       | 35   | 26 | 9  | 7  | 10 | 43 | 45 | −2   |                     |
| 9    | Jaguares de la 48     | 35   | 26 | 9  | 6  | 11 | 36 | 45 | −9   |                     |
| 10   | Dragones de Tabasco   | 33   | 26 | 6  | 10 | 10 | 24 | 42 | −18  |                     |
| 11   | Ejidatarios de Bonfil | 31   | 26 | 5  | 9  | 12 | 32 | 46 | −14  |                     |
| 12   | F.C. Itzaes           | 22   | 26 | 3  | 10 | 13 | 16 | 44 | −28  |                     |
| 13   | Deportivo Maya Caribe | 20   | 26 | 3  | 8  | 15 | 23 | 50 | −27  |                     |
| 14   | Águilas de Tabasco    | 6    | 26 | 0  | 4  | 22 | 4  | 69 | −65  |                     |

 Fuente: RSSSF

### Grupo II
| Pos. | Equipo                          | Pts. | PJ | G  | E  | P  | GF | GC  | Dif. | Clasificación       |
| ---- | ------------------------------- | ---- | -- | -- | -- | -- | -- | --- | ---- | ------------------- |
| 1    | Santos Casino                   | 67   | 26 | 19 | 6  | 1  | 85 | 21  | +64  | Liguilla de ascenso |
| 2    | Lanceros de Cosoleacaque        | 66   | 26 | 19 | 6  | 1  | 68 | 18  | +50  | Liguilla de ascenso |
| 3    | Tiburones Rojos de Boca del Río | 59   | 26 | 14 | 10 | 2  | 81 | 27  | +54  | Liguilla de ascenso |
| 4    | Cruz Azul Lagunas               | 58   | 26 | 18 | 3  | 5  | 72 | 31  | +41  | Liguilla de ascenso |
| 5    | Poza Rica                       | 53   | 26 | 16 | 3  | 7  | 68 | 29  | +39  |                     |
| 6    | Universidad del Golfo de México | 49   | 26 | 13 | 7  | 6  | 55 | 34  | +21  |                     |
| 7    | Azucareros de Tezonapa          | 46   | 26 | 14 | 3  | 9  | 75 | 38  | +37  |                     |
| 8    | Caballeros de Córdoba           | 29   | 26 | 6  | 8  | 12 | 48 | 49  | −1   |                     |
| 9    | Piñeros de Loma Bonita          | 29   | 26 | 7  | 6  | 13 | 32 | 55  | −23  |                     |
| 10   | Universidad Istmo Americana     | 28   | 26 | 7  | 4  | 15 | 31 | 63  | −32  |                     |
| 11   | Atlético Boca del Río           | 22   | 26 | 5  | 5  | 16 | 32 | 68  | −36  |                     |
| 12   | Plateados de Cerro Azul         | 17   | 26 | 5  | 2  | 19 | 20 | 103 | −83  |                     |
| 13   | Naranjeros de Álamo             | 13   | 26 | 3  | 2  | 21 | 23 | 72  | −49  |                     |
| 14   | Cheyennes de Huimanguillo       | 10   | 26 | 2  | 3  | 21 | 23 | 105 | −82  |                     |

 Fuente: RSSSF

### Grupo III
| Pos. | Equipo                            | Pts. | PJ | G  | E | P  | GF | GC | Dif. | Clasificación       |
| ---- | --------------------------------- | ---- | -- | -- | - | -- | -- | -- | ---- | ------------------- |
| 1    | Orizaba "C"                       | 57   | 26 | 17 | 3 | 6  | 60 | 34 | +26  | Liguilla de ascenso |
| 2    | Limoneros de Martínez de la Torre | 56   | 26 | 17 | 3 | 6  | 51 | 32 | +19  | Liguilla de ascenso |
| 3    | Lobos BUAP "C"                    | 55   | 26 | 14 | 8 | 4  | 65 | 32 | +33  | Liguilla de ascenso |
| 4    | Lobos de Tlaxcala                 | 50   | 26 | 15 | 4 | 7  | 50 | 26 | +24  | Liguilla de ascenso |
| 5    | Tulyehualco                       | 49   | 26 | 15 | 3 | 8  | 57 | 27 | +30  |                     |
| 6    | Héroes de Veracruz                | 48   | 26 | 13 | 5 | 8  | 43 | 28 | +15  |                     |
| 7    | Lanzamex Atlixco                  | 45   | 26 | 13 | 3 | 10 | 45 | 39 | +6   |                     |
| 8    | Tehuacán                          | 43   | 26 | 12 | 5 | 9  | 40 | 31 | +9   |                     |
| 9    | Teziutlán Sporting                | 41   | 26 | 9  | 8 | 9  | 33 | 41 | −8   |                     |
| 10   | Estudiantes de Xalapa             | 39   | 26 | 11 | 5 | 10 | 46 | 50 | −4   |                     |
| 11   | Delfines UGM                      | 23   | 26 | 5  | 6 | 15 | 34 | 54 | −20  |                     |
| 12   | Deportivo Anlesjeroka             | 21   | 26 | 4  | 8 | 14 | 35 | 59 | −24  |                     |
| 13   | Águilas del Altiplano             | 9    | 26 | 2  | 2 | 22 | 28 | 89 | −61  |                     |
| 14   | Guerreros de Atlixco              | 7    | 26 | 1  | 3 | 22 | 32 | 83 | −51  |                     |

 Fuente: RSSSF

### Grupo IV
| Pos. | Equipo                    | Pts. | PJ | G  | E  | P  | GF | GC  | Dif. | Clasificación       |
| ---- | ------------------------- | ---- | -- | -- | -- | -- | -- | --- | ---- | ------------------- |
| 1    | Galeana Morelos           | 61   | 24 | 18 | 5  | 1  | 66 | 23  | +43  | Liguilla de ascenso |
| 2    | Zacatepec                 | 58   | 24 | 18 | 3  | 3  | 80 | 22  | +58  | Liguilla de ascenso |
| 3    | Tigres Dorados MRCI       | 48   | 24 | 13 | 6  | 5  | 61 | 25  | +36  | Liguilla de ascenso |
| 4    | Chilpancingo              | 47   | 24 | 12 | 7  | 5  | 60 | 23  | +37  | Liguilla de ascenso |
| 5    | Chapulineros de Oaxaca    | 45   | 24 | 11 | 7  | 6  | 59 | 28  | +31  |                     |
| 6    | Guerreros de Yecapixtla   | 38   | 24 | 8  | 10 | 6  | 53 | 48  | +5   |                     |
| 7    | Atlético Cuernavaca       | 38   | 24 | 9  | 6  | 9  | 35 | 31  | +4   |                     |
| 8    | Serpientes de Chinconcuac | 37   | 24 | 10 | 5  | 9  | 64 | 57  | +7   |                     |
| 9    | Cuautla Yeca Juvenil      | 35   | 24 | 8  | 8  | 8  | 42 | 41  | +1   |                     |
| 10   | Frailes Homape            | 26   | 24 | 5  | 7  | 12 | 33 | 50  | −17  |                     |
| 11   | Real Yáñez                | 24   | 24 | 6  | 4  | 14 | 42 | 51  | −9   |                     |
| 12   | Reales de Puebla          | 9    | 24 | 2  | 2  | 20 | 22 | 77  | −55  |                     |
| 13   | Real Olmeca Sport         | 2    | 24 | 0  | 2  | 22 | 8  | 149 | −141 |                     |

 Fuente: RSSSF

### Grupo V
| Pos. | Equipo                       | Pts. | PJ | G  | E  | P  | GF  | GC  | Dif. | Clasificación       |
| ---- | ---------------------------- | ---- | -- | -- | -- | -- | --- | --- | ---- | ------------------- |
| 1    | Cobijeros de Chiconcuac      | 78   | 30 | 25 | 2  | 3  | 137 | 29  | +108 | Liguilla de ascenso |
| 2    | Coyotes Neza                 | 77   | 30 | 23 | 5  | 2  | 103 | 36  | +67  | Liguilla de ascenso |
| 3    | Texcoco                      | 70   | 30 | 21 | 5  | 4  | 118 | 40  | +78  | Liguilla de ascenso |
| 4    | Álamos F.C.                  | 69   | 30 | 20 | 5  | 5  | 68  | 27  | +41  | Liguilla de ascenso |
| 5    | Aragón GAM F.C.              | 61   | 30 | 19 | 2  | 9  | 70  | 35  | +35  |                     |
| 6    | Pato Baeza F.C.              | 51   | 30 | 13 | 7  | 10 | 60  | 51  | +9   |                     |
| 7    | Vaqueros Tepic               | 50   | 30 | 13 | 7  | 10 | 48  | 45  | +3   |                     |
| 8    | Ajax Jiutepec                | 37   | 30 | 10 | 5  | 15 | 42  | 58  | −16  |                     |
| 9    | Venados del Estado de México | 37   | 30 | 11 | 4  | 15 | 45  | 71  | −26  |                     |
| 10   | Lobos Unión Neza             | 45   | 30 | 11 | 12 | 7  | 44  | 61  | −17  |                     |
| 11   | Promodep Central             | 34   | 30 | 10 | 3  | 17 | 43  | 73  | −30  |                     |
| 12   | Pelícanos de Cuautitlán      | 31   | 30 | 9  | 3  | 18 | 36  | 55  | −19  |                     |
| 13   | Ixtapaluca F.C.              | 27   | 30 | 7  | 4  | 19 | 32  | 54  | −22  |                     |
| 14   | Iztacalco                    | 21   | 30 | 5  | 4  | 21 | 31  | 114 | −83  |                     |
| 15   | Novillos Neza                | 20   | 30 | 5  | 3  | 22 | 31  | 88  | −57  |                     |
| 16   | Sporting Canamy              | 19   | 30 | 6  | 1  | 23 | 22  | 99  | −77  |                     |

 Fuente: RSSSF

### Grupo VI
| Pos. | Equipo                     | Pts. | PJ | G  | E | P  | GF | GC  | Dif. | Clasificación       |
| ---- | -------------------------- | ---- | -- | -- | - | -- | -- | --- | ---- | ------------------- |
| 1    | Tuzos Cuautitlán           | 66   | 26 | 20 | 3 | 3  | 96 | 20  | +76  | Liguilla de ascenso |
| 2    | Potros UAEM "B"            | 63   | 26 | 18 | 6 | 2  | 82 | 29  | +53  | Liguilla de ascenso |
| 3    | Real Halcones              | 55   | 26 | 17 | 3 | 6  | 88 | 35  | +53  | Liguilla de ascenso |
| 4    | C.D. Tejupilco             | 53   | 26 | 15 | 5 | 6  | 57 | 26  | +31  | Liguilla de ascenso |
| 5    | Manchester Zapateros       | 50   | 26 | 14 | 7 | 5  | 51 | 32  | +19  |                     |
| 6    | C.D. Polotitlán            | 47   | 26 | 13 | 4 | 9  | 54 | 34  | +20  |                     |
| 7    | Estudiantes de Atlacomulco | 44   | 26 | 11 | 7 | 8  | 46 | 26  | +20  |                     |
| 8    | Tolcayuca F.C.             | 42   | 26 | 11 | 8 | 7  | 42 | 23  | +19  |                     |
| 9    | Ixtlahuaca F.C.            | 39   | 26 | 10 | 6 | 10 | 46 | 60  | −14  |                     |
| 10   | Grupo Sherwood             | 38   | 26 | 11 | 3 | 12 | 50 | 44  | +6   |                     |
| 11   | Deportivo Metepec          | 17   | 26 | 4  | 3 | 19 | 25 | 53  | −28  |                     |
| 12   | APC Tepalcapa              | 14   | 26 | 3  | 4 | 19 | 13 | 83  | −70  |                     |
| 13   | Huixquilucan               | 13   | 26 | 2  | 4 | 20 | 20 | 69  | −49  |                     |
| 14   | Atlético UEFA              | 4    | 26 | 1  | 1 | 24 | 10 | 146 | −136 |                     |

 Fuente: RSSSF

### Grupo VII
| Pos. | Equipo                   | Pts. | PJ | G  | E | P  | GF | GC | Dif. | Clasificación        |
| ---- | ------------------------ | ---- | -- | -- | - | -- | -- | -- | ---- | -------------------- |
| 1    | Cruz Azul Dublán         | 64   | 26 | 19 | 5 | 2  | 90 | 15 | +75  | Liguilla de filiales |
| 2    | Cielo Azul               | 59   | 26 | 18 | 3 | 5  | 54 | 24 | +30  | Liguilla de ascenso  |
| 3    | Aztecas AMF Soccer       | 56   | 26 | 16 | 4 | 6  | 62 | 28 | +34  | Liguilla de ascenso  |
| 4    | Morelos Ecatepec         | 53   | 26 | 16 | 4 | 6  | 55 | 33 | +22  | Liguilla de ascenso  |
| 5    | Atlético Huejutla        | 50   | 26 | 15 | 3 | 8  | 34 | 25 | +9   | Liguilla de ascenso  |
| 6    | Santiago Tulantepec      | 49   | 26 | 14 | 6 | 6  | 44 | 18 | +26  |                      |
| 7    | Parque Acuático Te-Pathé | 41   | 26 | 11 | 6 | 9  | 54 | 39 | +15  |                      |
| 8    | Universidad del Fútbol   | 37   | 26 | 10 | 5 | 11 | 32 | 43 | −11  |                      |
| 9    | Unión Acolman            | 30   | 26 | 7  | 5 | 14 | 25 | 43 | −18  |                      |
| 10   | Águilas de Teotihuacán   | 27   | 26 | 6  | 5 | 15 | 27 | 49 | −22  |                      |
| 11   | Pachuca Juniors          | 24   | 26 | 6  | 4 | 16 | 19 | 52 | −33  |                      |
| 12   | Alto Rendimiento Tuzo    | 23   | 26 | 6  | 3 | 17 | 21 | 81 | −60  |                      |
| 13   | Tuzos del Pachuca        | 20   | 26 | 5  | 4 | 17 | 22 | 52 | −30  |                      |
| 14   | Atlético Hidalgo         | 13   | 26 | 3  | 3 | 20 | 17 | 54 | −37  |                      |

 Fuente: RSSSF

### Grupo VIII
| Pos. | Equipo                  | Pts. | PJ | G  | E | P  | GF | GC | Dif. | Clasificación       |
| ---- | ----------------------- | ---- | -- | -- | - | -- | -- | -- | ---- | ------------------- |
| 1    | Cefor Cuauhtémoc Blanco | 65   | 26 | 19 | 5 | 2  | 77 | 26 | +51  | Liguilla de ascenso |
| 2    | Potros de Hierro        | 64   | 26 | 19 | 4 | 3  | 73 | 36 | +37  | Liguilla de ascenso |
| 3    | Tecamachalco            | 62   | 26 | 20 | 1 | 5  | 90 | 33 | +57  | Liguilla de ascenso |
| 4    | Soccer Club Buendía     | 56   | 26 | 18 | 1 | 7  | 74 | 36 | +38  | Liguilla de ascenso |
| 5    | Satélites de Tulancingo | 50   | 26 | 14 | 6 | 6  | 43 | 31 | +12  |                     |
| 6    | Esmeralda F.C.          | 48   | 26 | 15 | 2 | 9  | 50 | 36 | +14  |                     |
| 7    | Vikingos de Chalco      | 40   | 26 | 12 | 3 | 11 | 48 | 47 | +1   |                     |
| 8    | Valle del Mezquital     | 40   | 26 | 10 | 7 | 9  | 40 | 44 | −4   |                     |
| 9    | DIM Cuautitlán          | 30   | 26 | 8  | 4 | 14 | 34 | 56 | −22  |                     |
| 10   | Club Plateros           | 26   | 26 | 7  | 4 | 15 | 39 | 54 | −15  |                     |
| 11   | Teca Huixquilucan       | 21   | 26 | 3  | 9 | 14 | 20 | 40 | −20  |                     |
| 12   | Tultitlán               | 17   | 26 | 2  | 7 | 17 | 25 | 79 | −54  |                     |
| 13   | Panteras de Lindavista  | 16   | 26 | 3  | 4 | 19 | 24 | 71 | −47  |                     |
| 14   | San José del Arenal     | 11   | 26 | 2  | 3 | 21 | 23 | 74 | −51  |                     |

 Fuente: RSSSF

### Grupo IX
| Pos. | Equipo                        | Pts. | PJ | G  | E  | P  | GF | GC | Dif. | Clasificación       |
| ---- | ----------------------------- | ---- | -- | -- | -- | -- | -- | -- | ---- | ------------------- |
| 1    | Monarcas Zacapu               | 80   | 28 | 24 | 4  | 0  | 82 | 11 | +71  | Liguilla de ascenso |
| 2    | Limoneros de Apatzingán       | 60   | 28 | 17 | 7  | 4  | 61 | 36 | +25  | Liguilla de ascenso |
| 3    | Gallos Blancos de Zihuatanejo | 58   | 28 | 18 | 2  | 8  | 75 | 30 | +45  | Liguilla de ascenso |
| 4    | Delfines de Abasolo           | 58   | 28 | 18 | 3  | 7  | 42 | 13 | +29  | Liguilla de ascenso |
| 5    | Zitácuaro                     | 52   | 28 | 15 | 5  | 8  | 35 | 21 | +14  |                     |
| 6    | Jaral del Progreso            | 47   | 28 | 13 | 6  | 9  | 55 | 39 | +16  |                     |
| 7    | Zarzeros de Tacámbaro         | 43   | 28 | 12 | 5  | 11 | 31 | 42 | −11  |                     |
| 8    | Juventud Cuerera              | 42   | 28 | 8  | 11 | 9  | 38 | 37 | +1   |                     |
| 9    | Felinos de Querétaro          | 36   | 28 | 9  | 6  | 13 | 38 | 43 | −5   |                     |
| 10   | Peces Blancos de Pátzcuaro    | 34   | 28 | 8  | 6  | 14 | 32 | 41 | −9   |                     |
| 11   | Deportivo Corregidora         | 32   | 28 | 8  | 7  | 13 | 31 | 40 | −9   |                     |
| 12   | Aztecas Colón Querétaro       | 27   | 28 | 6  | 6  | 16 | 31 | 56 | −25  |                     |
| 13   | Deportivo Santa Rosa          | 22   | 28 | 5  | 5  | 18 | 26 | 70 | −44  |                     |
| 14   | San Juan del Río              | 20   | 28 | 3  | 6  | 19 | 23 | 67 | −44  |                     |
| 15   | Deportivo Neza                | 19   | 28 | 5  | 3  | 20 | 29 | 79 | −50  |                     |

 Fuente: RSSSF

### Grupo X
| Pos. | Equipo                                | Pts. | PJ | G  | E  | P  | GF | GC | Dif. | Clasificación       |
| ---- | ------------------------------------- | ---- | -- | -- | -- | -- | -- | -- | ---- | ------------------- |
| 1    | Cachorros León                        | 74   | 32 | 21 | 7  | 4  | 69 | 29 | +40  | Liguilla de ascenso |
| 2    | Universidad Autónoma de Zacatecas "B" | 72   | 32 | 21 | 6  | 5  | 81 | 31 | +50  | Liguilla de ascenso |
| 3    | Unión León                            | 64   | 32 | 18 | 6  | 8  | 58 | 36 | +22  | Liguilla de ascenso |
| 4    | Atlético San Francisco                | 63   | 32 | 17 | 8  | 7  | 64 | 37 | +27  | Liguilla de ascenso |
| 5    | Deportivo Colegio Guanajuato          | 59   | 32 | 16 | 6  | 10 | 46 | 33 | +13  | Liguilla de ascenso |
| 6    | Real Zamora                           | 57   | 32 | 13 | 12 | 7  | 54 | 44 | +10  |                     |
| 7    | Atlético ECCA                         | 55   | 32 | 14 | 9  | 9  | 49 | 36 | +13  |                     |
| 8    | Atlético Bajío                        | 54   | 32 | 15 | 6  | 11 | 75 | 43 | +32  |                     |
| 9    | Real Leonés                           | 54   | 32 | 13 | 10 | 9  | 37 | 34 | +3   |                     |
| 10   | Celaya F.C. "B"                       | 52   | 32 | 13 | 7  | 12 | 45 | 33 | +12  |                     |
| 11   | Libertadores de Pénjamo               | 44   | 32 | 10 | 10 | 12 | 44 | 49 | −5   |                     |
| 12   | Diablos de la UJED                    | 40   | 32 | 11 | 6  | 15 | 43 | 49 | −6   |                     |
| 13   | El Pradito Lagos de Moreno            | 35   | 32 | 7  | 9  | 16 | 48 | 77 | −29  |                     |
| 14   | Cabezas Rojas                         | 32   | 32 | 8  | 5  | 19 | 38 | 57 | −19  |                     |
| 15   | Guayaberos de Calvillo                | 23   | 32 | 5  | 7  | 20 | 34 | 93 | −59  |                     |
| 16   | Deportivo El Milagro                  | 20   | 32 | 3  | 7  | 22 | 25 | 94 | −69  |                     |
| 17   | Minera Fresnillo                      | 18   | 32 | 4  | 5  | 23 | 27 | 72 | −45  |                     |

 Fuente: RSSSF

### Grupo XI
| Pos. | Equipo                      | Pts. | PJ | G  | E  | P  | GF  | GC  | Dif. | Clasificación        |
| ---- | --------------------------- | ---- | -- | -- | -- | -- | --- | --- | ---- | -------------------- |
| 1    | Vaqueros de Ixtlán          | 70   | 28 | 21 | 4  | 3  | 85  | 17  | +68  | Liguilla de ascenso  |
| 2    | Atotonilco F.C.             | 69   | 28 | 21 | 4  | 3  | 67  | 23  | +44  | Liguilla de ascenso  |
| 3    | Vaqueros de Bellavista      | 66   | 28 | 20 | 5  | 3  | 89  | 31  | +58  | Liguilla de ascenso  |
| 4    | Escuela de Fútbol Chivas    | 62   | 28 | 17 | 7  | 4  | 88  | 28  | +60  | Liguilla de filiales |
| 5    | Deportivo Yurécuaro         | 57   | 28 | 16 | 7  | 5  | 81  | 25  | +56  | Liguilla de ascenso  |
| 6    | Deportivo Acatic            | 48   | 28 | 13 | 6  | 9  | 41  | 30  | +11  |                      |
| 7    | C.D. Tepatitlán             | 43   | 28 | 9  | 10 | 9  | 43  | 41  | +2   |                      |
| 8    | Charales de Chapala         | 41   | 28 | 10 | 7  | 11 | 59  | 56  | +3   |                      |
| 9    | Colegio Once México         | 41   | 28 | 11 | 5  | 12 | 115 | 54  | +61  |                      |
| 10   | MRH Soccer Manzanillo       | 40   | 28 | 10 | 6  | 12 | 33  | 57  | −24  |                      |
| 11   | Nuevos Valores de Occidente | 29   | 28 | 8  | 3  | 17 | 42  | 50  | −8   |                      |
| 12   | Arandas F.C.                | 26   | 28 | 8  | 2  | 18 | 46  | 69  | −23  |                      |
| 13   | Atlético Tecomán            | 23   | 28 | 5  | 6  | 17 | 38  | 84  | −46  |                      |
| 14   | Valle del Grullo            | 11   | 28 | 1  | 5  | 22 | 27  | 69  | −42  |                      |
| 15   | Volcanes de Colima          | 4    | 28 | 0  | 3  | 25 | 16  | 140 | −124 |                      |

 Fuente: RSSSF

### Grupo XII
| Pos. | Equipo                    | Pts. | PJ | G  | E | P  | GF  | GC | Dif. | Clasificación        |
| ---- | ------------------------- | ---- | -- | -- | - | -- | --- | -- | ---- | -------------------- |
| 1    | Reboceritos de La Piedad  | 79   | 32 | 23 | 5 | 4  | 74  | 37 | +37  | Liguilla de ascenso  |
| 2    | Guadalajara "C"           | 71   | 32 | 20 | 8 | 4  | 102 | 33 | +69  | Liguilla de filiales |
| 3    | Atlas 3a                  | 71   | 32 | 21 | 5 | 6  | 79  | 29 | +50  | Liguilla de filiales |
| 4    | Dynamo Cocula F.C.        | 68   | 32 | 20 | 6 | 6  | 73  | 35 | +38  | Liguilla de ascenso  |
| 5    | Deportivo Nayarit         | 59   | 32 | 16 | 7 | 9  | 53  | 40 | +13  | Liguilla de ascenso  |
| 6    | Cazcanes de Ameca         | 57   | 32 | 15 | 7 | 10 | 61  | 50 | +11  | Liguilla de ascenso  |
| 7    | Aves Blancas              | 56   | 32 | 15 | 8 | 9  | 48  | 39 | +9   | Liguilla de ascenso  |
| 8    | F.C. Zapotlanejo          | 46   | 32 | 14 | 4 | 14 | 46  | 51 | −5   |                      |
| 9    | Ladrilleros de Tlajomulco | 44   | 32 | 11 | 7 | 14 | 34  | 39 | −5   |                      |
| 10   | Cachorros Atotonilco      | 42   | 32 | 12 | 4 | 16 | 43  | 53 | −10  |                      |
| 11   | Leones Negros de Talpa    | 42   | 32 | 11 | 6 | 15 | 35  | 42 | −7   |                      |
| 12   | Estudiantes Tecos "C"     | 39   | 32 | 9  | 7 | 16 | 56  | 51 | +5   |                      |
| 13   | Club Tomatlán             | 35   | 32 | 10 | 3 | 19 | 39  | 54 | −15  |                      |
| 14   | Vaqueros de Nayarit       | 34   | 32 | 9  | 6 | 17 | 37  | 69 | −32  |                      |
| 15   | Club Ayotlán              | 28   | 32 | 5  | 8 | 19 | 29  | 75 | −46  |                      |
| 16   | Nacional                  | 25   | 32 | 6  | 5 | 21 | 41  | 96 | −55  |                      |
| 17   | Sahuayo F.C.              | 20   | 32 | 6  | 2 | 24 | 42  | 84 | −42  |                      |
| 18   | Vaqueros de Compostela    | 0    | 0  | 0  | 0 | 0  | 0   | 0  | 0    | Descalificado        |

 Fuente: RSSSF

### Grupo XIII
| Pos. | Equipo                                  | Pts. | PJ | G  | E  | P  | GF  | GC  | Dif. | Clasificación        |
| ---- | --------------------------------------- | ---- | -- | -- | -- | -- | --- | --- | ---- | -------------------- |
| 1    | Correcaminos UAT "C"                    | 82   | 34 | 22 | 9  | 3  | 73  | 21  | +52  | Liguilla de filiales |
| 2    | Universidad de Monterrey                | 80   | 34 | 22 | 10 | 2  | 100 | 27  | +73  | Liguilla de ascenso  |
| 3    | Alianza Unetefan                        | 74   | 34 | 23 | 3  | 8  | 62  | 32  | +30  | Liguilla de ascenso  |
| 4    | Monterrey "C"                           | 71   | 34 | 19 | 8  | 7  | 74  | 51  | +23  | Liguilla de filiales |
| 5    | F.C. Excélsior                          | 70   | 34 | 20 | 7  | 7  | 83  | 47  | +36  | Liguilla de ascenso  |
| 6    | Mante F.C.                              | 59   | 34 | 15 | 9  | 10 | 53  | 41  | +12  | Liguilla de ascenso  |
| 7    | Tigres SD                               | 58   | 34 | 16 | 7  | 11 | 71  | 52  | +19  |                      |
| 8    | Atlético Altamira                       | 51   | 34 | 12 | 10 | 12 | 63  | 61  | +2   | Liguilla de ascenso  |
| 9    | Estudiantes Tecnológico de Nuevo Laredo | 46   | 34 | 13 | 6  | 15 | 37  | 51  | −14  |                      |
| 10   | Jaguares de Nuevo León                  | 45   | 34 | 11 | 8  | 15 | 59  | 54  | +5   |                      |
| 11   | Orinegros de Ciudad Madero              | 42   | 33 | 9  | 10 | 14 | 49  | 52  | −3   |                      |
| 12   | Tuneros de Matehuala                    | 39   | 34 | 11 | 4  | 19 | 47  | 68  | −21  |                      |
| 13   | Ciudad Valles                           | 38   | 34 | 9  | 8  | 17 | 42  | 58  | −16  |                      |
| 14   | Correcaminos Matamoros                  | 38   | 34 | 7  | 12 | 15 | 37  | 55  | −18  |                      |
| 15   | Leones de Saltillo                      | 37   | 34 | 10 | 6  | 18 | 35  | 54  | −19  |                      |
| 16   | Panteras Negras GNL                     | 36   | 33 | 7  | 8  | 18 | 33  | 65  | −32  |                      |
| 17   | Coyotes de Saltillo                     | 31   | 34 | 7  | 7  | 20 | 33  | 87  | −54  |                      |
| 18   | Halcones de Saltillo                    | 18   | 34 | 3  | 6  | 25 | 22  | 107 | −85  |                      |

 Fuente: RSSSF

### Grupo XIV

#### Zona Sur
| Pos. | Equipo                   | Pts. | PJ | G  | E | P  | GF | GC | Dif. | Clasificación       |
| ---- | ------------------------ | ---- | -- | -- | - | -- | -- | -- | ---- | ------------------- |
| 1    | Diablos Azules           | 45   | 20 | 13 | 4 | 3  | 51 | 20 | +31  | Liguilla de ascenso |
| 2    | Deportivo Guamúchil      | 40   | 20 | 11 | 5 | 4  | 42 | 24 | +18  | Liguilla de ascenso |
| 3    | Dorados "B"              | 35   | 20 | 9  | 5 | 6  | 48 | 25 | +23  |                     |
| 4    | Búhos de Hermosillo'     | 30   | 20 | 9  | 2 | 9  | 34 | 33 | +1   |                     |
| 5    | Azucareros de Los Mochis | 30   | 20 | 8  | 4 | 8  | 28 | 35 | −7   |                     |
| 6    | Diablos de Hermosillo    | 0    | 20 | 0  | 0 | 20 | 10 | 76 | −66  |                     |

 Fuente: RSSSF

#### Zona Norte
| Pos. | Equipo                  | Pts. | PJ | G  | E | P  | GF | GC | Dif. | Clasificación        |
| ---- | ----------------------- | ---- | -- | -- | - | -- | -- | -- | ---- | -------------------- |
| 1    | Xoloitzcuintles 3ra (*) | 48   | 18 | 16 | 0 | 2  | 68 | 10 | +58  | Liguilla de filiales |
| 2    | Héroes de Caborca       | 39   | 18 | 11 | 4 | 3  | 42 | 18 | +24  | Liguilla de ascenso  |
| 3    | Indios Cucapá           | 29   | 18 | 8  | 3 | 7  | 31 | 27 | +4   | Liguilla de ascenso  |
| 4    | Monarcas Tijuana        | 15   | 18 | 4  | 2 | 12 | 24 | 39 | −15  |                      |
| 5    | Lobos de Cabo San Lucas | 13   | 18 | 4  | 1 | 13 | 14 | 62 | −48  |                      |
| 6    | Halcones de Tijuana     | 0    | 0  | 0  | 0 | 0  | 0  | 0  | 0    | Retirado             |
| 7    | Ensenada F.C.           | 0    | 0  | 0  | 0 | 0  | 0  | 0  | 0    | Retirado             |

 Fuente: RSSSF

### Grupo XV
| Pos. | Equipo                            | Pts. | PJ | G  | E | P  | GF | GC  | Dif. | Clasificación        |
| ---- | --------------------------------- | ---- | -- | -- | - | -- | -- | --- | ---- | -------------------- |
| 1    | C.F. Indios "C"                   | 73   | 28 | 23 | 3 | 2  | 70 | 16  | +54  | Liguilla de filiales |
| 2    | El Calor de la UVM - San Pedro    | 68   | 28 | 20 | 5 | 3  | 73 | 18  | +55  | Liguilla de ascenso  |
| 3    | Soles de Ciudad Juárez            | 51   | 28 | 13 | 8 | 7  | 49 | 35  | +14  | Liguilla de ascenso  |
| 4    | Generales de Navojoa              | 50   | 28 | 13 | 6 | 9  | 54 | 32  | +22  | Liguilla de ascenso  |
| 5    | F.C. Toros                        | 48   | 28 | 13 | 6 | 9  | 58 | 31  | +27  | Liguilla de ascenso  |
| 6    | Colegio de Bachilleres Chihuahua  | 48   | 28 | 12 | 8 | 8  | 35 | 29  | +6   |                      |
| 7    | Dorados Inter Chihuahua           | 43   | 28 | 10 | 7 | 11 | 42 | 44  | −2   |                      |
| 8    | Real Magarí                       | 41   | 28 | 10 | 9 | 9  | 62 | 50  | +12  |                      |
| 9    | Chinarras de Aldama               | 37   | 28 | 10 | 4 | 14 | 36 | 37  | −1   |                      |
| 10   | Colegio de Bachilleres Cd. Juárez | 37   | 28 | 9  | 6 | 13 | 39 | 54  | −15  |                      |
| 11   | Real Faraones                     | 32   | 28 | 9  | 3 | 16 | 36 | 57  | −21  |                      |
| 12   | Fútbol Premier                    | 31   | 28 | 7  | 9 | 12 | 27 | 40  | −13  |                      |
| 13   | Arenales de Cuauhtémoc            | 31   | 28 | 8  | 5 | 15 | 41 | 64  | −23  |                      |
| 14   | Halcones de Jiménez               | 25   | 28 | 7  | 3 | 18 | 27 | 62  | −35  |                      |
| 15   | Leones de Chihuahua               | 15   | 28 | 3  | 4 | 21 | 21 | 104 | −83  |                      |

 Fuente: RSSSF

## Liguilla de Ascenso

### Treintadosavos de final
| Equipo 1                     | Agr.      | Equipo 2                             | Ida | Vuelta |
| ---------------------------- | --------- | ------------------------------------ | --- | ------ |
| Deportivo Chetumal (p.)      | 3–3 (5–4) | Huracanes de Cozumel                 | 1–2 | 2–1    |
| Mérida "B"                   | 2–1       | Corsarios de Campeche                | 0–0 | 2–1    |
| Santos Casino                | 6–0       | Cruz Azul Lagunas                    | 2–0 | 4–0    |
| Lanceros de Cosoleacaque     | 1–1 (4–5) | (p.) Tiburones Rojos de Boca del Río | 0–1 | 1–0    |
| Cobijeros de Chiconcuac      | 2–1       | Atlético Huejutla                    | 0–1 | 2–0    |
| Coyotes Neza (p.)            | 2–2 (5–3) | Lobos de Tlaxcala                    | 1–1 | 1–1    |
| Galeana Morelos              | 5–2       | Chilpancingo                         | 1–1 | 4–1    |
| Tuzos Cuautitlán             | 3–4       | Tigres Dorados MRCI                  | 3–1 | 1–2    |
| Cefor Cuauhtémoc Blanco      | 6–0       | Morelos Ecatepec                     | 3–0 | 3–0    |
| Potros de Hierro             | 5–2       | C.D. Tejupilco                       | 2–2 | 3–0    |
| Potros UAEM "B"              | 2–6       | Lobos BUAP "C"                       | 0–2 | 6–0    |
| Tecamachalco                 | 3–4       | Limoneros MT                         | 0–4 | 3–0    |
| Texcoco                      | 6–4       | Aztecas AMF Soccer                   | 2–0 | 4–4    |
| Álamos F.C.                  | 7–3       | Soccer Club Buendía                  | 4–2 | 3–1    |
| Cielo Azul                   | 2–2 (5–4) | (p.) Orizaba "C"                     | 0–2 | 2–0    |
| Real Halcones                | 1–1 (5–6) | (p.) Zacatepec                       | 0–0 | 1–1    |
| Monarcas Zacapu (p.)         | 3–3 (4–2) | Atlético San Francisco               | 2–3 | 1–0    |
| Cachorros León               | 3–0       | Delfines de Abasolo                  | 2–0 | 1–0    |
| UAZ "B"                      | 5–2       | Gallos Blancos de Zihuatanejo        | 2–1 | 3–1    |
| Limoneros de Apatzingán      | 1–2       | Unión León                           | 0–2 | 1–0    |
| Dynamo Cocula F.C.           | 2–3       | Vaqueros de Bellavista               | 1–2 | 1–1    |
| Vaqueros de Ixtlán           | 2–1       | Cazcanes de Ameca                    | 1–1 | 1–0    |
| Atotonilco F.C. (p.)         | 3–3 (3–1) | Deportivo Nayarit                    | 1–1 | 2–2    |
| Reboceritos de La Piedad     | 3–5       | Deportivo Yurécuaro                  | 1–3 | 2–2    |
| Mante F.C.                   | X–X       | Universidad de Monterrey             | X–X | X–X    |
| Alianza Unetefan             | 3–0       | F.C. Excélsior                       | 2–0 | 1–0    |
| Diablos Azules               | 3–1       | Indios Cucapá                        | 3–1 | 0–0    |
| Héroes de Caborca            | 2–1       | Deportivo Guamúchil                  | 0–1 | 2–0    |
| El Calor de la UVM-San Pedro | 1–3       | F.C. Toros                           | 1–1 | 0–2    |
| Soles de Ciudad Juárez       | 1–2       | Generales de Navojoa                 | 1–0 | 0–2    |
| Aragón GAM F.C.              | 0–7       | Aves Blancas                         | 0–6 | 0–1    |
| Deportivo Colegio Guanajuato | 4–1       | Atlético Altamira                    | 2–0 | 2–1    |

*Nota: El equipo localizado en la columna 1 ejerce de local en el juego de vuelta.

### Dieciseisavos de final
| Equipo 1                 | Agr. | Equipo 2                        | Ida | Vuelta |
| ------------------------ | ---- | ------------------------------- | --- | ------ |
| Huracanes de Cozumel     | 3–5  | Cobijeros de Chiconcuac         | 0–4 | 3–1    |
| Santos Casino            | 10–1 | Lobos BUAP "C"                  | 7–1 | 3–0    |
| Coyotes Neza             | 4–2  | Limoneros MT                    | 0–1 | 4–1    |
| Galeana Morelos          | 3–2  | Orizaba "C"                     | 1–1 | 2–1    |
| Real Cuautitlán          | 8–2  | Mérida "B"                      | 3–2 | 5–0    |
| Cefor Cuauhtémoc Blanco  | 7–2  | Tiburones Rojos de Boca del Río | 1–1 | 6–1    |
| Potros de Hierro         | 2–3  | Álamos F.C.                     | 0–2 | 2–1    |
| Zacatepec                | 4–5  | Texcoco                         | 1–2 | 3–3    |
| Monarcas Zacapu          | 7–2  | F.C. Toros                      | 3–2 | 4–0    |
| Vaqueros de Bellavista   | X–X  | Deportivo Colegio Guanajuato    | X–X | X–X    |
| Universidad de Monterrey | 2–3  | Unión León                      | 1–2 | 1–1    |
| Cachorros León           | 1–8  | Deportivo Yurécuaro             | 0–2 | 1–6    |
| UAZ "B"                  | 2–4  | Héroes de Caborca               | 1–4 | 1–0    |
| Diablos Azules           | 3–4  | Alianza Unetefan                | 1–3 | 2–1    |
| Vaqueros de Ixtlán       | 4–0  | Aves Blancas                    | 0–0 | 4–0    |
| Atotonilco F.C.          | 5–1  | Generales de Navojoa            | 1–0 | 4–1    |

### Liguilla final
|  | Octavos de final         | Octavos de final        | Octavos de final | Octavos de final |   |                         | Cuartos de final | Cuartos de final | Cuartos de final | Cuartos de final |  |                 | Semifinales | Semifinales | Semifinales | Semifinales |               |   | Final | Final | Final | Final |
|  |                          |                         |                  |                  |   |                         |                  |                  |                  |                  |  |                 |             |             |             |             |               |   |       |       |       |       |
|  | Santos Casino            | 4                       | 2                | 6                |   |                         |                  |                  |                  |                  |  |                 |             |             |             |             |               |   |       |       |       |       |
|  | Texcoco                  | 0                       | 1                | 1                |   |                         |                  |                  |                  |                  |  |                 |             |             |             |             |               |   |       |       |       |       |
|  | Texcoco                  | 0                       | 1                | 1                |   | Santos Casino (p.)      | 1                | 4                | 5                |                  |  |                 |             |             |             |             |               |   |       |       |       |       |
|  |                          |                         |                  |                  |   | Santos Casino (p.)      | 1                | 4                | 5                |                  |  |                 |             |             |             |             |               |   |       |       |       |       |
|  |                          | Real Cuautitlán         | 1                | 4                | 5 |                         |                  |                  |                  |                  |  |                 |             |             |             |             |               |   |       |       |       |       |
|  | Galeana Morelos          | Real Cuautitlán         | 1                | 4                | 5 | 2                       | 1                | 3                |                  |                  |  |                 |             |             |             |             |               |   |       |       |       |       |
|  | Galeana Morelos          |                         |                  |                  |   | 2                       | 1                | 3                |                  |                  |  |                 |             |             |             |             |               |   |       |       |       |       |
|  | Real Cuautitlán          | 3                       | 2                | 5                |   |                         |                  |                  |                  |                  |  |                 |             |             |             |             |               |   |       |       |       |       |
|  | Real Cuautitlán          | 3                       | 2                | 5                |   |                         |                  |                  |                  |                  |  | Santos Casino   | 2           | 4           | 6           |             |               |   |       |       |       |       |
|  |                          |                         |                  |                  |   |                         |                  |                  |                  |                  |  | Santos Casino   | 2           | 4           | 6           |             |               |   |       |       |       |       |
|  |                          | Cefor Cuauhtémoc Blanco | 1                | 2                | 3 |                         |                  |                  |                  |                  |  |                 |             |             |             |             |               |   |       |       |       |       |
|  | Cobijeros de Chiconcuac  | Cefor Cuauhtémoc Blanco | 1                | 2                | 3 | 0                       | 3                | 3                |                  |                  |  |                 |             |             |             |             |               |   |       |       |       |       |
|  | Cobijeros de Chiconcuac  |                         |                  |                  |   | 0                       | 3                | 3                |                  |                  |  |                 |             |             |             |             |               |   |       |       |       |       |
|  | Álamos                   | 0                       | 1                | 1                |   |                         |                  |                  |                  |                  |  |                 |             |             |             |             |               |   |       |       |       |       |
|  | Álamos                   | 0                       | 1                | 1                |   | Cobijeros de Chiconcuac | 0                | 2                | 2                |                  |  |                 |             |             |             |             |               |   |       |       |       |       |
|  |                          |                         |                  |                  |   | Cobijeros de Chiconcuac | 0                | 2                | 2                |                  |  |                 |             |             |             |             |               |   |       |       |       |       |
|  |                          | Cefor Cuauhtémoc Blanco | 3                | 5                | 8 |                         |                  |                  |                  |                  |  |                 |             |             |             |             |               |   |       |       |       |       |
|  | Coyotes Neza             | Cefor Cuauhtémoc Blanco | 3                | 5                | 8 | 1                       | 1                | 2                |                  |                  |  |                 |             |             |             |             |               |   |       |       |       |       |
|  | Coyotes Neza             |                         |                  |                  |   | 1                       | 1                | 2                |                  |                  |  |                 |             |             |             |             |               |   |       |       |       |       |
|  | Cefor Cuauhtémoc Blanco  | 0                       | 4                | 4                |   |                         |                  |                  |                  |                  |  |                 |             |             |             |             |               |   |       |       |       |       |
|  | Cefor Cuauhtémoc Blanco  | 0                       | 4                | 4                |   |                         |                  |                  |                  |                  |  |                 |             |             |             |             | Santos Casino | 0 | 0     | 0     |       |       |
|  |                          |                         |                  |                  |   |                         |                  |                  |                  |                  |  |                 |             |             |             |             |               | 0 | 0     | 0     |       |       |
|  |                          | Vaqueros de Ixtlán      | 1                | 1                | 2 |                         |                  |                  |                  |                  |  |                 |             |             |             |             |               |   |       |       |       |       |
|  | Monarcas Zacapu          | Vaqueros de Ixtlán      | 1                | 1                | 2 | 1                       | 1                | 2                |                  |                  |  |                 |             |             |             |             |               |   |       |       |       |       |
|  | Monarcas Zacapu          |                         |                  |                  |   | 1                       | 1                | 2                |                  |                  |  |                 |             |             |             |             |               |   |       |       |       |       |
|  | Unión León               | 0                       | 1                | 1                |   |                         |                  |                  |                  |                  |  |                 |             |             |             |             |               |   |       |       |       |       |
|  | Unión León               | 0                       | 1                | 1                |   | Monarcas Zacapu         | 2                | 4                | 6                |                  |  |                 |             |             |             |             |               |   |       |       |       |       |
|  |                          |                         |                  |                  |   | Monarcas Zacapu         | 2                | 4                | 6                |                  |  |                 |             |             |             |             |               |   |       |       |       |       |
|  |                          | Vaqueros Bellavista     | 0                | 1                | 1 |                         |                  |                  |                  |                  |  |                 |             |             |             |             |               |   |       |       |       |       |
|  | Vaqueros Bellavista (p.) | Vaqueros Bellavista     | 0                | 1                | 1 | 0                       | 1                | 1 (4)            |                  |                  |  |                 |             |             |             |             |               |   |       |       |       |       |
|  | Vaqueros Bellavista (p.) |                         |                  |                  |   | 0                       | 1                | 1 (4)            |                  |                  |  |                 |             |             |             |             |               |   |       |       |       |       |
|  | Alianza Unetefan         | 1                       | 0                | 1 (1)            |   |                         |                  |                  |                  |                  |  |                 |             |             |             |             |               |   |       |       |       |       |
|  | Alianza Unetefan         | 1                       | 0                | 1 (1)            |   |                         |                  |                  |                  |                  |  | Monarcas Zacapu | 1           | 0           | 1           |             |               |   |       |       |       |       |
|  |                          |                         |                  |                  |   |                         |                  |                  |                  |                  |  | Monarcas Zacapu | 1           | 0           | 1           |             |               |   |       |       |       |       |
|  |                          | Vaqueros de Ixtlán      | 2                | 0                | 2 |                         |                  |                  |                  |                  |  |                 |             |             |             |             |               |   |       |       |       |       |
|  | Vaqueros de Ixtlán       | Vaqueros de Ixtlán      | 2                | 0                | 2 | 3                       | 0                | 3                |                  |                  |  |                 |             |             |             |             |               |   |       |       |       |       |
|  | Vaqueros de Ixtlán       |                         |                  |                  |   | 3                       | 0                | 3                |                  |                  |  |                 |             |             |             |             |               |   |       |       |       |       |
|  | Deportivo Yurécuaro      | 0                       | 0                | 0                |   |                         |                  |                  |                  |                  |  |                 |             |             |             |             |               |   |       |       |       |       |
|  | Deportivo Yurécuaro      | 0                       | 0                | 0                |   | Vaqueros de Ixtlán      | 1                | 1                | 2                |                  |  |                 |             |             |             |             |               |   |       |       |       |       |
|  |                          |                         |                  |                  |   | Vaqueros de Ixtlán      | 1                | 1                | 2                |                  |  |                 |             |             |             |             |               |   |       |       |       |       |
|  |                          | Atotonilco F.C.         | 0                | 0                | 0 |                         |                  |                  |                  |                  |  |                 |             |             |             |             |               |   |       |       |       |       |
|  | Atotonilco F.C.          | Atotonilco F.C.         | 0                | 0                | 0 | 0                       | 3                | 3                |                  |                  |  |                 |             |             |             |             |               |   |       |       |       |       |
|  | Atotonilco F.C.          |                         |                  |                  |   | 0                       | 3                | 3                |                  |                  |  |                 |             |             |             |             |               |   |       |       |       |       |
|  | Héroes de Caborca        | 0                       | 1                | 1                |   |                         |                  |                  |                  |                  |  |                 |             |             |             |             |               |   |       |       |       |       |

| Campeón Tercera División 2010-11 |
| -------------------------------- |
|                                  |
| Vaqueros de Ixtlán               |
| 1° Título                        |

### Equipos ascendidos a Segunda División
| Vaqueros de Ixtlán Ascendió a la Liga Premier de Ascenso | Santos Casino Ascendió a la Liga de Nuevos Talentos |
| -------------------------------------------------------- | --------------------------------------------------- |

## Liguilla de Filiales
|  | Cuartos de final              | Cuartos de final              | Cuartos de final              |       |                     | Semifinales    | Semifinales    | Semifinales    |  |  | Final                   | Final                   | Final                   |
|  | 23/24 - 30 de abril/1 de mayo | 23/24 - 30 de abril/1 de mayo | 23/24 - 30 de abril/1 de mayo |       |                     | 7 - 14 de mayo | 7 - 14 de mayo | 7 - 14 de mayo |  |  | 18 de mayo - 21 de mayo | 18 de mayo - 21 de mayo | 18 de mayo - 21 de mayo |
|  |                               |                               |                               |       |                     |                |                |                |  |  |                         |                         |                         |
|  | Xoloitzcuintles "C"           | 3                             | 3                             |       |                     |                |                |                |  |  |                         |                         |                         |
|  | Monterrey "C"                 | 1                             | 1                             |       |                     |                |                |                |  |  |                         |                         |                         |
|  | Monterrey "C"                 | 1                             | 1                             |       | Xoloitzcuintles "C" | 0              | 3              |                |  |  |                         |                         |                         |
|  |                               |                               |                               |       | Xoloitzcuintles "C" | 0              | 3              |                |  |  |                         |                         |                         |
|  |                               | Escuela de Fútbol Chivas      | 2                             | 0     |                     |                |                |                |  |  |                         |                         |                         |
|  | CF Indios "C"                 | Escuela de Fútbol Chivas      | 2                             | 0     | 1                   | 1 (12)         |                |                |  |  |                         |                         |                         |
|  | CF Indios "C"                 |                               |                               |       | 1                   | 1 (12)         |                |                |  |  |                         |                         |                         |
|  | Escuela de Fútbol Chivas      | 2                             | 0 (13)                        |       |                     |                |                |                |  |  |                         |                         |                         |
|  |                               |                               |                               |       |                     |                |                |                |  |  | Xoloitzcuintles "C"     | 0                       | 1                       |
|  |                               |                               | Cruz Azul Dublán              | 4     | 1                   |                |                |                |  |  |                         |                         |                         |
|  | Cruz Azul Dublán              | 3                             | 1                             |       |                     |                |                |                |  |  |                         |                         |                         |
|  | Atlas "C"                     | 3                             | 0                             |       |                     |                |                |                |  |  |                         |                         |                         |
|  | Atlas "C"                     | 3                             | 0                             |       | Cruz Azul Dublán    | 0              | 2 (5)          |                |  |  |                         |                         |                         |
|  |                               |                               |                               |       | Cruz Azul Dublán    | 0              | 2 (5)          |                |  |  |                         |                         |                         |
|  |                               | Correcaminos UAT "B"          | 1                             | 1 (3) |                     |                |                |                |  |  |                         |                         |                         |
|  | Correcaminos UAT "B"          | Correcaminos UAT "B"          | 1                             | 1 (3) | 2                   | 0 (4)          |                |                |  |  |                         |                         |                         |
|  | Correcaminos UAT "B"          |                               |                               |       | 2                   | 0 (4)          |                |                |  |  |                         |                         |                         |
|  | Guadalajara "C"               | 0                             | 2 (1)                         |       |                     |                |                |                |  |  |                         |                         |                         |

| Campeón Tercera División 2012-13 (filiales) |
| ------------------------------------------- |
|                                             |
| Cruz Azul Dublán                            |
| 1° Título                                   |